# Зграда у улици Маршала Тита бр. 82 у Јагодини
Зграда у улици Кнегиње Милице бр. 82 у Јагодини представља непокретно културно добро као споменик културе, одлуком СО Светозарево бр. 011-64/87-01 од 4. јуна 1987. године.
Зграда је подигнута 1937. године као Соколски дом у самом центру Јагодине. После рата у овој згради је било смештено Друштво телесног васпитања „Партизан”, а од 1979. године Завичајни музеј. Правоугаоне је основе, својом ужом страном постављена према главној улици где се налази и главни улаз. Зграда је високопартерна, са предњим спратним анексом. Зидана је од камена и опеке. Кров је вишесливан, стрмог нагиба, покривен фалцованим црепом. Прозори су правоугаони и декоративно обрађени. Изнад њих, на бочним фасадама су рељефни луци у виду слепих аркада. На предњој фасади налази се монументални улаз фланкиран са два масивна стуба. Лево и десно од улаза су по два двокрилна прозора. На спратном делу је седам прозора.